# 毛の生えた拳銃
『毛の生えた拳銃』（けのはえたけんじゅう）は、1968年の日本の映画。監督は大和屋竺。別題『犯す』（おかす）。1960年代後半のアングラシーンを代表する麿赤兒と大久保鷹が殺し屋コンビの役で出演している。
本編は永らくソフト化されず幻の傑作と言われていたが、2017年4月、幻の映画復刻レーベルDIGよりDVD化された。

## あらすじ
司郎（吉沢健）は、自らの恋人を襲った組織に復讐するために、ボスを刺し、その手下を撃った。組織は、高（麿赤兒）と商（大久保鷹）という殺し屋2人組を雇い、司郎を始末するよう命じる。しかし、高と商は、追跡を続けるうち、司郎に親しみをおぼえはじめる。

## キャスト
- 高　麿赤兒
- 商　大久保鷹
- 恵子　林美樹
- 菅野　山谷初男
- 野田　谷川俊之
- 花子　乱孝寿
- 下　長田丈二
- マキ　古幡梢
- 不良　和田巌
- 哲　FM・ガイラスト・Jr（小水一男）
- 殺し屋　汎乱気
- キー子　万屋マリー
- 用心棒　原野伊野純
- 特別出演　松田政男
- 特別出演　佐藤重臣
- 特別出演　相倉久人
- たそがれの司郎　吉澤健

## スタッフ
- 企画・制作　若松孝二
- 脚本　大山村人（大和屋竺）
- 撮影　伊東英男
- 照明　磯貝一
- 編集　具流勘介
- 音楽　猿渡十三
- 効果　福島効果グループ
- 録音・現像　目黒スタジオ
- 助監督　小水一男
- 監督　大和屋竺

## 評価
高崎俊夫は、本作を「日本映画史上、もっとも過激なフリー・ジャズ・シネマ」と評した。